# Монселиче
Монсѐличе (на италиански: Monselice; на венециански: Monselexe, Монселезе) е град и община в Северна Италия, провинция Падуа, регион Венето. Разположен е на 13 m надморска височина. Населението на общината е 18 682 души (към 2014 г.).

## Известни личности
Починали в Монселиче
- Гуидо Гуиницели (1230 – 1276), поет